# هنری چارلتون باستیان
هنری چارلتون باستیان (انگلیسی: Henry Charlton Bastian؛ ‏ ۲۶ آوریل ۱۸۳۷ – ۱۷ نوامبر ۱۹۱۵) پزشک متخصص اعصاب، فیزیولوژیست، گیاه‌شناس و استاد دانشگاه اهل انگلستان بود. وی دانش‌آموختهٔ دانشگاه لندن بود و دکترای پزشکی خود را در سال ۱۸۶۶ گرفت. او از سال ۱۸۶۷ استاد رشتهٔ آسیب‌شناسی و استاد پزشکی بالینی مدرسه پزشکی یوسی‌ال  و از سال ۱۸۸۷ پزشک بیمارستان ملی عصب‌شناسی و جراحی مغز و اعصاب شد.  او از طرفداران دکترین پیدایش حیات بود؛  اما از مخالفان نظریه میکروبی بیماری‌ها محسوب می‌شد و انتقادهای او از این نظریه، باعث به تأخیر افتادن قبول آن در در بریتانیا شد. او نظریه «دگرزایی» را ترویج کرد، فرآیندی که در آن موجودات زنده موجود، اشکال حیاتی کاملاً متفاوتی را به وجود می‌آورند. وی همکار انجمن سلطنتی بود.